# Tetyana Melnyk
Pour les articles homonymes, voir Melnyk.
 (juillet 2017).
Tetyana Melnyk (en ukrainien : Тетяна Мельник ; née le 2 avril 1995) est une athlète ukrainienne, spécialiste du  400 mètres et du 400 mètres haies.

## Carrière
Ses records personnels sont de 51 s 92 sur 400 m et de 57 s 40 sur les haies.
Le 4 mars 2018, elle échoue avec ses coéquipières à la 4e place de la finale du relais 4 x 400 m des championnats du monde en salle de Birmingham en 3 min 31 s 32, derrière les États-Unis, la Pologne et le Royaume-Uni.
Avec l’équipe d’Ukraine, elle remporte la médaille d’or par équipes lors de la finale des Jeux européens de 2019, en étant classée 2e de l’épreuve du relais 4 x 400 m mixte en 3 min 19 s 28.

## Palmarès
| Date | Compétition                    | Lieu           | Résultat | Épreuve       | Temps         |
| ---- | ------------------------------ | -------------- | -------- | ------------- | ------------- |
| 2016 | Championnats d'Europe          | Amsterdam      | finale   | 4 x 400 m     | DQ            |
| 2016 | Jeux olympiques                | Rio de Janeiro | finale   | 4 x 400 m     | DQ            |
| 2017 | Championnats d'Europe en salle | Belgrade       | 3e       | 4 x 400 m     | 3 min 32 s 10 |
| 2017 | Championnats d'Europe espoirs  | Bydgoszcz      | 3e       | 4 x 400 m     | 3 min 30 s 22 |
| 2017 | Universiade                    | Taipei         | finale   | 4 x 400 m     | DQ            |
| 2018 | Championnats du monde en salle | Birmingham     | 4e       | 4 x 400 m     | 3 min 31 s 32 |
| 2019 | Jeux européens                 | Minsk          | 1re      | 4 x 400 mixte | 3 min 17 s 31 |
| 2019 | Universiade                    | Naples         | 4e       | 400 m         | 52 s 02       |
| 2019 | Universiade                    | Naples         | 1re      | 4 x 400 m     | 3 min 30 s 82 |
| 2019 | Championnats du monde          | Doha           | 7e       | 4 x 400 m     | 3 min 27 s 48 |

## Records
| Épreuve | Épreuve   | Temps   | Lieu     | Date            |
| ------- | --------- | ------- | -------- | --------------- |
| 400 m   | Plein air | 51 s 92 | Lutsk    | 17 juin 2016    |
| 400 m   | En salle  | 52 s 77 | Istanbul | 17 février 2019 |